# پارک ملی نوکرک
پارک ملی نوکرک (به انگلیسی: Nokrek National Park) یک پارک ملی در هند است که در West Garo Hills district, Meghalaya, India واقع شده‌است.